# Aiskel Andrade
Aiskel Andrade es una politóloga, profesora e investigadora venezolana. Ha sido la directora del Centro de Estudios Regionales Joseph Gumilla.

## Carrera
Andrade es una politóloga egresada Universidad Central de Venezuela (UCV), al igual que egresó como abogada de la Universidad Gran Mariscal de Ayacucho (UGMA). También tiene un doctorado en derecho de la Universidad Nacional de Educación a Distancia (UNED) de España. Ha sido profesora “Derecho Constitucional II” e investigadora asociada de la Universidad Católica Andrés Bello (UCAB) extensión Guayana, además de directora del Centro de Estudios Regionales Joseph Gumilla, un centro de la UCAB extensión Guayana, enfocado en el diseño de líneas de investigación relacionados con espacios regionales.
En 2023 fue designada como integrante de la junta regional del estado Bolívar para las primarias presidenciales de la Plataforma Unitaria el mismo año.